# Амнишево
Амнишево (бел. Амнішава) — деревня в Логойском районе Минской области Белоруссии, в составе Задорьевского сельсовета. Население 15 человек (2009).

## География
Амнишево находится в 17 км к северо-востоку от посёлка Плещеницы и в 40 км к северу от райцентра, города Логойск. Деревня находится на севере Логойского района, неподалёку проходит граница с Докшицким районом Витебской области.
Местность принадлежит бассейну Немана, в торфяниках к западу от деревни берёт начало река Лонва (приток Вилии). Рядом с восточной окраиной деревни проходит автомагистраль M3 на участке Плещеницы — Бегомль.

## История
В 1725 году упоминается как деревня и фольварк Омнишев в Минском воеводстве ВКЛ. В результате второго раздела Речи Посполитой (1793) Амнишево оказалось в составе Российской империи, в Борисовском уезде. В 1795 году Юзеф Марцелий Корсак из рода Корсаков построил в принадлежавшем ему имении Амнишево католический храм Пресвятой Троицы. В 1804 году амнишевский приход получил статус самостоятельного. В 1816 году была возведена ещё и католическая часовня св. Иоанна Крестителя на кладбище.
В 1866 году после подавления восстания 1863 года власти передали Троицкий храм православным, католикам осталась кладбищенская часовня.
В 1919 году Амнишево вошло в БССР. Деревянный Троицкий храм не сохранился, католическая часовня на кладбище была реконструирована в 2000-х годах и сейчас действует.

## Достопримечательности
- Деревянная католическая часовня Святого Иоанна Крестителя. Построена в 1816 году, включена в Государственный список историко-культурных ценностей Республики Беларусь, как памятник деревянного зодчества[3].